# Reserva de biosfera andino norpatagónica
La Reserva de biosfera Andino Norpatagónica es un área natural protegida ubicada en las provincias de Chubut, Río Negro y Neuquén, en Argentina.

## Creación
Se incorporó a la Red Mundial de Reservas de Biosfera en septiembre de 2007, a través del Programa sobre el Hombre y la Biosfera (MAB) de la Unesco, que añadió 23 nuevos sitios en 18 países, entre ellos los  Bosques Templados Lluviosos de los Andes Australes de Chile, contiguo a la reserva argentina, de una superficie de 2 168 956 de ha, constituyendo una unidad ambiental con carácter binacional.
El Fondo Mundial para la Naturaleza (World Wide Fund for Nature, WWF) incluyó la ecorregión de bosques templados valdivianos en la lista de ecorregiones prioritarias Global 200.

## Objetivos
- Conservar la diversidad biológica y los ecosistemas.
- Promover el desarrollo sostenible de la zona.
- Impulsar el monitoreo, la investigación, la educación y la información ambiental.

## Superficie
En total la reserva de biosfera tiene una superficie de 2 266 942 ha. Incluye las áreas de cinco parques nacionales, diez reservas, parques o áreas protegidas de jurisdicción provincial, y ejidos municipales de las localidades de Esquel, Trevelin, Cholila, Lago Puelo, El Hoyo, Epuyén, El Maitén y Leleque de la provincia de Chubut; Villa Mascardi, El Bolsón y Bariloche y los parajes El Manso, Mallín Ahogado y El Foyel de la provincia de Río Negro; y Aluminé, Junín de los Andes, San Martín de los Andes, Villa Traful y Villa La Angostura de la provincia de Neuquén.
Superficies aproximadas de cada área:
- Parque nacional Lanín (Neuquén) 412 000 ha
- Parque nacional Nahuel Huapi (Neuquén y Río Negro) 750 000 ha
- Parque nacional Los Arrayanes (Neuquén) 1753 ha
- Parque nacional Lago Puelo (Chubut) 27 674 ha
- Parque nacional Los Alerces (Chubut) 263 000 ha
- Paisaje protegido Río Limay (Río Negro) 17 690 ha
- Área natural protegida Cipresal de las Guaitecas (Río Negro) 150 ha
- Área natural protegida Río Azul - Lago Escondido (Río Negro) 80 000 ha
- Reserva provincial Arroyo Motoco (Chubut) 7040 ha
- Parque provincial Cerro Pirque (Chubut) 770 ha
- Parque y reserva provincial Río Turbio (Chubut) 82 134 ha
- Reserva forestal Cerro Currumahuida (Chubut) 3250 ha
- Reserva forestal Lago Epuyén (Chubut) 20 000 ha
- Área natural protegida Lago Baguilt (Chubut) 1500 ha
- Reserva Baguilt, Río Hielo y Lago Huemul (Chubut) 32 400 ha

## Biogeografía

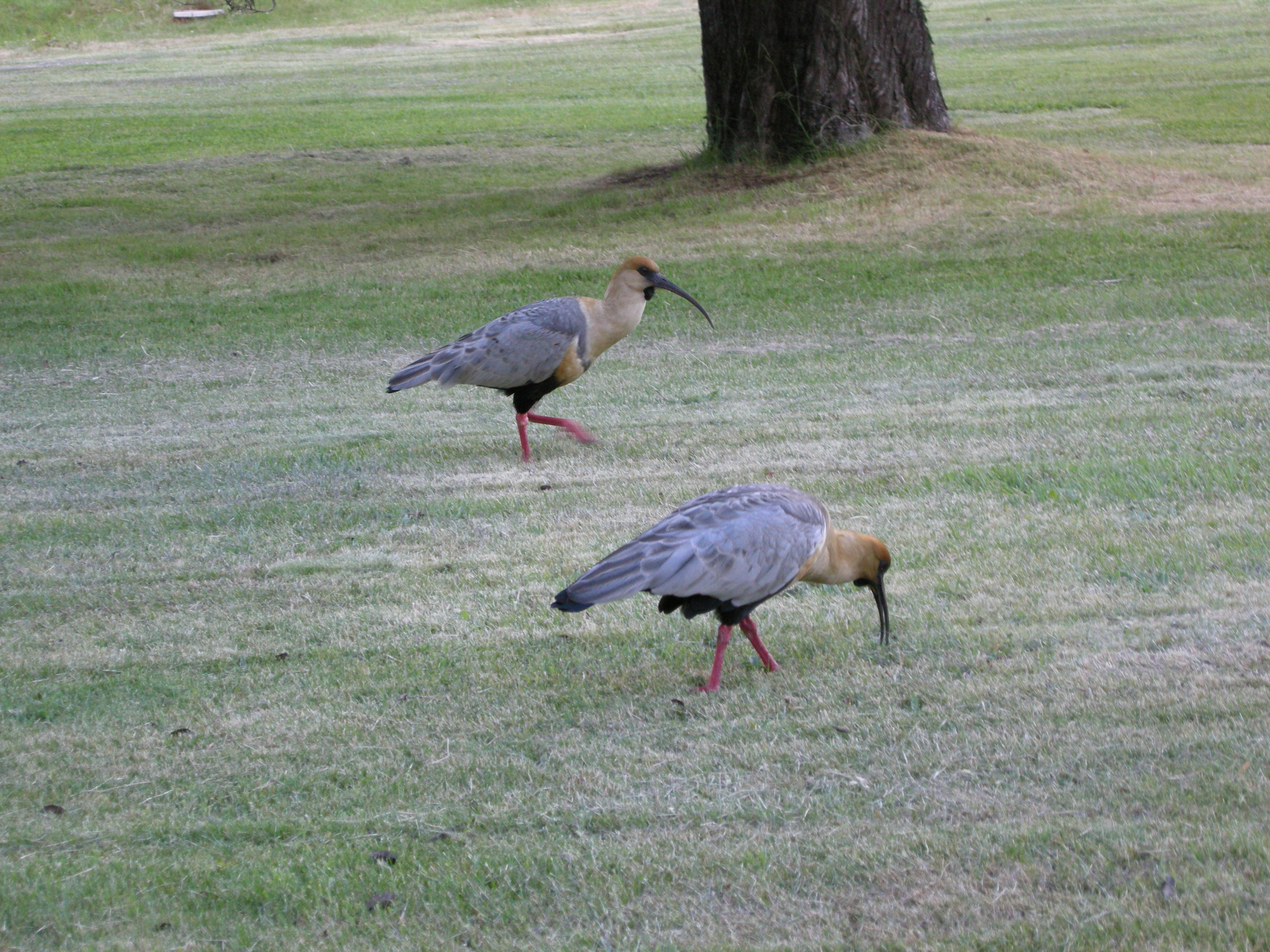
Dos ejemplares de bandurrias australes en el ingreso del parque nacional Los Alerces.

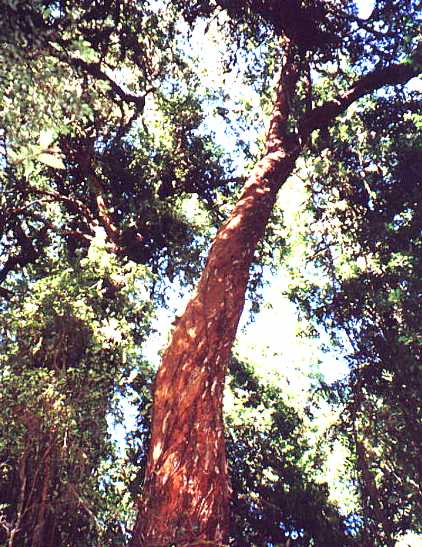
Arrayán rojo en el parque nacional Los Arrayanes.

El 59 % de la reserva corresponde a la región de los bosques templados valdivianos, el 19 % a la formación altoandina y el 11 %  a la estepa patagónica. El resto está ocupado por los centros urbanos o bien por espacios destinados a la agricultura y la forestación. 

### Flora
Algunas de las especies que se encuentran:
Especies arbóreas
Las principales comunidades naturales son: bosque de alerces, bosque de araucaria o pehuén, bosque de ciprés de la Cordillera (Austrocedrus chilensis), bosque puro de coihue, bosque mixto de raulí, coihue y roble pellín o roble de Neuquén, bosque de lengas, bosque de ñire. Otras especies: ciprés de las Guaitecas, tepa o huahuán, lingue, tiaca, ulmo o muermo, avellano chileno o gevuin (Gevuina avellana), arrayán rojo, piñol o avellanillo, mañío hembra (Saxegothaea conspicua), tineo, notro, tepú, griselinia (Griselinia ruscifolia).
Otras plantas
Con flores están el coicopihue, Senecio carbonensis, el calle-calle o tequel-tequel, la murtilla; entre las gramíneas, el colihue y la cebadilla criolla; los helechos Hypolepis poeppigii y ampe o palmilla; la trepadora Cissus striata; la enredadera bejuco sudamericano (Boquila trifoliolata); y entre las parásitas, el quintral y varias especies de farolito chino.

### Fauna
Algunas de las especies presentes son:
Mamíferos
Zorro gris, monito del monte, puma, comadrejita trompuda, guanaco, los roedores Aconaemys porteri, Aconaemys sagei y Ctenomys maulinus (tucu-tucu).
- Especies vulnerables o en peligro de extinción: pudú del sur, güiña y el roedor degú, huillín o nutria de agua dulce, huemul, tucu tucu social.
Aves
Cormorán imperial, caburé grande, concón o lechuza bataraza, rayadito, picaflor rubí,  huet huet, chucao, carpintero patagónico, carpintero pitío, fio-fio, curucucha o ratona, ibis de cara negra, huala, churrín grande (Eugralla paradoxa), churrín andino (Scytalopus magellanicus), peutrén (Colorhamphus parvirostris).
-Especies vulnerables: pato torrentero, cóndor andino , paloma araucana. 
Anfibios
Sapito selvático, ranita o sapito de Darwin, Alsodes gargola, Batrachyla antartandica, Batrachyla leptopus, Atelognathus nitoi (vulnerable).